# Euterebra
Euterebra là một chi ốc biển, là động vật thân mềm chân bụng sống ở biển trong họ Terebridae, họ ốc dài.

## Các loài
Các loài thuộc chi Euterebra bao gồm:
- Euterebra angelli (J. Gibson-Smith & W. Gibson-Smith, 1984)[2]
- Euterebra assecla (Iredale, 1924)[3]
- Euterebra brevicula (Deshayes, 1859)[4]
- Euterebra capensis [5]
- Euterebra fernandesi (Bouchet, 1982)[6]
- Euterebra fuscobasis (E.A. Smith, 1877)[7]
- Euterebra fuscocincta (E.A. Smith, 1877)[8]
- Euterebra fuscolutea Bozzetti, 2008[9]
- Euterebra kowiensis (Turton, 1932)[10]
- Euterebra lightfooti (E.A. Smith, 1899)[11]
- Euterebra macandrewii (E.A. Smith, 1877)[12]
- Euterebra mariato Pilsbry & Lowe, 1932[13]
- Euterebra padangensis (Thiele, 1925)[14]
- Euterebra planecosta (Barnard, 1958)[15]
- Euterebra puncturosa (Berry, 1959)[16]
- Euterebra riosi (Bratcher & Cernohorsky, 1985)[17]
- Euterebra sandrinae (Aubry, 2008)[18]
- Euterebra scalariformis (Cotton & Godfrey, 1932)[19]
- Euterebra severa (Melvill, 1897)[20]
- Euterebra tantilla (E.A. Smith, 1873)[21]
- Euterebra taylori (Reeve, 1860)[22]
- Euterebra tristis (Deshayes, 1859)[23]